# Cadell Ddyrnllwg
Cadell ap Cadeyrn (430? - ?) ou Catullus en anglais et en latin, également surnommé Cadell Ddyrnllwg (au Pommeau Rutilant) était un roi de Powys (est du Pays de Galles). Il régna vers le milieu du Ve siècle.
Cadell était le fils de Cadeyrn le Béni, mais ne régna pas immédiatement à la mort de ce dernier. En effet, Caderyn se fit tuer en 447 lors de l'insurrection saxonne menée par son frère Vortimer, et le Powys, tout comme une bonne partie du sud de la Grande-Bretagne s'était retrouvé dans une situation assez chaotique. Le Powys se fit attaquer pendant cette période par des pillards irlandais et Cadell dut devenir le serviteur de Benlli, un seigneur irlandais.
Cadell apparaît comme un personnage légendaire dans la littérature hagiographie du début du IXe siècle, notamment dans l'Historia Brittonum de Nennius, concernant saint Germanus, lors de sa deuxième visite en Grande-Bretagne (vers 450). Celui-ci était allé prêcher la bonne parole aux païens irlandais et s'était rendu à la capitale de Powys et l'assiégea avec ses fidèles. Cadell, alors esclave, lui témoigne une hospitalité sincère bien que modeste (Saint Germanus avait donné sa bénédiction à son père lors de sa première visite en Grande-Bretagne en 429) et Saint Germanus lui conseilla de faire évacuer tous ses amis de la ville. Or cette nuit-là, la foudre frappa le palais et la cité prit feu et tous les païens furent brûlés. Cadell put ainsi reprendre légitimement son trône. Il va de soi que cette histoire, bien que possédant peut-être un fondement historique véridique, est une construction de l'Église pour appuyer sa légitimité 
Cadell épousa Gwelfyl, fille du roi Brychan de Brycheiniog qui lui donna de nombreux enfants, dont Cyngen le Renommé, qui montera sur le trône de Powys. On ignore la date de la mort de Cadell.
Geoffroy de Monmouth mentionne un certain Catellus fils de Gerennus, dans sa liste des rois de Bretagne dont le nom semble inspirer de celui latin de Cadell mais il n'établit aucune lien avec son homonyme du Powys.